# Luciano Nicolini
Luciano Nicolini (Fiorano Modenese, 5 marzo 1923 – Fiorano Modenese, 25 agosto 1992) è stato un calciatore italiano, di ruolo difensore.

## Carriera
Iniziò col Modena col quale non esordì mai in partite ufficiali, quindi nella stagione 1946-1947 passò al Pisa, con cui disputò sei campionati di Serie B per un totale di 194 presenze tra i cadetti ed altre due di Serie C.

## Palmarès

### Club

#### Competizioni nazionali
- Serie B: 1

Modena: 1942-1943